# وادي النوف

تعديل مصدري - تعديل

وادي النُوف هي إحدى قرى عزلة جيشان بمديرية جيشان التابعة لمحافظة أبين، بلغ تعداد سكانها 20 نسمة حسب تعداد اليمن لعام 2004.